# Air Zimbabwe
Air Zimbabwe (Pvt) Ltd, operante come Air Zimbabwe, è la compagnia aerea di bandiera dello Zimbabwe, con hub all'aeroporto Internazionale di Harare, ad Harare. Dal suo hub il vettore gestiva una rete all'interno dell'Africa meridionale che includeva anche l'Asia e Londra-Gatwick. A seguito di difficoltà finanziarie, Air Zimbabwe ha cessato le attività alla fine di febbraio 2012. Servendo una rete domestica ridotta, il vettore ha ripreso le operazioni per un breve periodo tra maggio e l'inizio di luglio 2012, quando i voli sono stati nuovamente interrotti. Alcuni voli furono riavviati su base discontinua nel novembre dello stesso anno. La compagnia aerea ha ripreso a operare quotidianamente alcune rotte nazionali e il servizio regionale per Johannesburg nell'aprile 2013.
La compagnia è membro della International Air Transport Association e dell'African Airlines Association dal 1981. A partire da luglio 2014, è di proprietà del governo dello Zimbabwe.

## Storia

### Nei primi anni
L'entità che alla fine divenne Air Zimbabwe nacque formalmente il 1º settembre 1967, quando il governo della Rhodesia creò la 'Air Rhodesia Corporation' per succedere ad Air Rhodesia, una consociata interamente controllata della Central African Airways Corporation (CAAC) che esisteva dal 1964 come una compagnia aerea nazionale della Rhodesia. Dopo lo scioglimento della CAAC alla fine del 1967, Air Rhodesia ereditò le operazioni CAAC, così come una flotta di Boeing, DC-3 e Viscount. Divenne la "Air Zimbabwe Rhodesia" di breve durata nel 1978, e infine "Air Zimbabwe" nell'aprile 1980, quando fu costituita la Repubblica dello Zimbabwe. I servizi che collegavano Harare con il Sudafrica (Durban e Johannesburg) erano stati operati prima che il paese ottenesse l'indipendenza. I servizi programmati iniziarono il 2 aprile 1980 a Londra Gatwick. La compagnia aveva affittato un Boeing 707 dalla South African Airways fino al maggio 1981, quando tre Boeing 707-320B furono acquistati da Lufthansa. Quell'anno furono inaugurati i voli per Francoforte. La compagnia aerea registrò un profitto di ZWL330 000 (£220 000) per l'anno fiscale terminato il 30 giugno 1980.
Nel 1982 iniziò un servizio verso Perth e Sydney; venne gestito in collaborazione con Qantas e tramite due Boeing 747SP della compagnia australiana. Nel maggio dello stesso anno, il governo ordinò ad Air Zimbabwe e alla compagnia aerea nazionale di trasporto merci Affretair di unire le loro operazioni; la compagnia cargo venne infine rilevata da Air Zimbabwe nel luglio 1983. Il vettore cargo continuò le operazioni con il marchio Affretair. Nel 1983, Air Zimbabwe divenne membro della International Air Transport Association (IATA); estese anche le sue rotte regionali a Gaborone, Lilongwe, Lusaka e Nairobi.
Nel marzo 1985, Air Zimbabwe aveva 1.443 dipendenti e la flotta comprendeva cinque Boeing 707-320B e sette Viscount 700. In quel momento, la compagnia aerea operava servizi nazionali che collegavano Harare con Buffalo Range, Bulawayo, Gweru, Hwange National Park, Kariba, Masvingo e Victoria Falls, servizi regionali per Blantyre, Durban, Gaborone, Johannesburg, Lusaka e Nairobi e voli intercontinentali per Atene, Francoforte e Londra. Un Boeing 737-200 che era stato noleggiato da Maersk venne restituito alla compagnia nel 1986 e il primo dei tre Boeing 737-200 di proprietà venne introdotto e messo in servizio nel dicembre dello stesso anno; il secondo e il terzo velivolo furono consegnati nei mesi di giugno e luglio 1987. La capacità aggiuntiva consentì estensioni di rotta verso Dar es Salaam, Manzini, Maputo e Mauritius. Un BAe 146-200 venne acquistato nel 1987 per le rotte nazionali. Sempre nel 1987, la compagnia aerea annunciò le sue intenzioni di acquisire Ilyushin Il-62, Ilyushin Il-86 e Yakovlev Yak-42 invece di aerei di costruzione occidentale. Questi piani non furono si concretizzarono mai e Air Zimbabwe ordinò due Boeing 767. Con la registrazione Z-WPE e denominato "Victoria Falls", il primo Boeing 767-200ER entrò nella flotta nel novembre 1989. Il Boeing 707 venne ritirato dal servire rotte a lungo raggio poco dopo; questi velivoli erano ancora utilizzati per coprire rotte regionali. Il Viscount fu definitivamente ritirato dal servizio nel novembre 1989. La compagnia aerea introdusse gradualmente il secondo 767-200ER (Z-WPF, denominato "Chimanimani") alla fine del 1990. Due Fokker 50 furono ordinati nell'aprile 1995; furono consegnati un mese dopo.

### Problemi finanziari e interruzione dei voli
Nel febbraio 2004, la società venne temporaneamente sospesa dalla IATA per debiti non pagati. Alla fine di ottobre 2006, i prezzi dei biglietti Air Zimbabwe aumentarono fino al 500%, in parte a causa dell'inflazione nel paese che era salita a oltre il 1 000%; in quel momento, la Banca centrale dello Zimbabwe dichiarò che non poteva continuare a sostenere Air Zimbabwe e altre compagnie non redditizie in parte perché la compagnia aveva bisogno di valuta estera per pagare il carburante, i pezzi di ricambio e il catering. Una crisi valutaria nel paese portò alla cancellazione delle operazioni del vettore alla fine del 2005, a seguito della mancanza di valuta forte per pagare il carburante. Il numero di passeggeri era sceso da 1 milione nel 1999 a 23 000 nel 2005.
Nel maggio 2011, la compagnia aerea venne sospesa dal sistema finanziario e di prenotazione internazionale della IATA per spese di prenotazione non pagate. All'inizio di novembre 2011 venne annunciato che il governo avrebbe assorbito un debito di 140 milioni di dollari per rendere la società più attraente per gli investitori stranieri. Nel dicembre 2011, il vettore lottava per fornire i suoi servizi regionali e oltremare in mezzo al sequestro di aerei per debiti non pagati.
Nel gennaio 2012 la compagnia aerea passò sotto la gestione giudiziaria. A seguito di un tentativo fallito di rilancio, in cui i piloti si rifiutarono di riprendere i servizi domestici per oltre 35 milioni di dollari in stipendi e indennità non pagati: il 24 febbraio 2012 venne annunciato che Air Zimbabwe sarebbe stata bloccata a tempo indeterminato. Nel marzo dello stesso anno, il governo dello Zimbabwe istituì Air Zimbabwe Private Limited come nuovo proprietario del vettore dopo lo scioglimento dell'ex proprietario parastatale della compagnia aerea Air Zimbabwe Holdings e l'assorbimento di un debito di 150 milioni di dollari. La compagnia aerea riprese a volare ininterrottamente all'inizio di maggio 2012, ma utilizzando un solo aereo e servendo solo tre destinazioni nazionali (Bulawayo, Harare e Victoria Falls) e solo per un breve periodo di tempo fino alla messa a terra dell'aeromobile il 2 luglio 2012. La compagnia aerea venne riattivata alla fine di novembre 2012, con uno schema di volo ridotto che serviva la rotta Harare-Johannesburg. I rapporti indicavano che il vettore aveva ripreso le operazioni nazionali tra Bulawayo, Harare e Victoria Falls, nonché la rotta regionale per Johannesburg, su base giornaliera nell'aprile 2013, prima della fiera internazionale dello Zimbabwe del 2013. Circa 600 dipendenti su oltre 1 000 erano stati licenziati alla fine di maggio 2013 nell'ambito di misure di riduzione dei costi volte a ricapitalizzare la compagnia aerea. L'autorità per il turismo dello Zimbabwe rivelò nel giugno 2013 che la quota di mercato della compagnia aerea aveva subito un forte calo nell'anno conclusosi il 31 dicembre 2012, con una partecipazione dello 0,8% rispetto al 27% nello stesso periodo del 2009.
A luglio 2017, i debiti di Air Zimbabwe erano stimati in 330 milioni di dollari. L'8 giugno 2018, venne riferito che Air Zimbabwe aveva debiti per oltre $300 milioni e non poteva più volare verso la maggior parte delle destinazioni a causa delle minacce dei creditori di sequestrare i suoi aerei. Con il crescente debito e solo tre dei suoi aeromobili operativi, la compagnia aerea venne posta sotto amministrazione il 6 ottobre 2018.

### Divieto dell'Unione Europea
Nel maggio 2017 Air Zimbabwe è stata aggiunta all'elenco dei vettori aerei soggetti a divieto operativo nell'Unione europea a causa del mancato rispetto degli standard di sicurezza dell'UE.

### Pandemia di COVID-19 del 2020
Il 26 marzo 2020, la compagnia aerea è stata costretta a sospendere tutti i voli a tempo indeterminato a causa della pandemia COVID-19. La compagnia aerea è stata successivamente costretta a mettere tutti i dipendenti in congedo non retribuito ed è in procinto di creare un piano generale post-pandemia.
Il gabinetto dello Zimbabwe ha deciso nel dicembre 2020 di assorbire il debito di Air Zimbabwe e di estendere il periodo di ricostruzione al 30 giugno 2021 mentre il governo sosteneva la compagnia. Il 30 dicembre 2020 è stato annunciato il reintegro di oltre 300 dipendenti che erano stati licenziati nel 2015.

## Destinazioni
Il servizio Harare-Pechino venne lanciato nel novembre 2004, a seguito di un aumento dei legami economici tra Cina e Zimbabwe. Allo stesso modo, il vettore aggiunse Kuala Lumpur alla sua rete nel 2009. Venne rilevato un aumento della capacità sulla rotta Harare-Londra-Gatwick a partire dal 1º aprile 2011. La rotta Harare-Londra, che un tempo era servita sia da British Airways che da Air Zimbabwe, era diventata una delle rotte più redditizie per Air Zimbabwe da quando il vettore britannico aveva interrotto il servizio nel 2007.

### Interruzione dei voli tra il 2011 e il 2012
Nel febbraio 2011, la compagnia aerea sospese temporaneamente i suoi voli per Johannesburg a causa del probabile sequestro dei suoi aerei da parte dei creditori a causa di debiti non pagati. I servizi regionali e nazionali vennero sospesi per un breve periodo nel maggio 2011, sia in seguito alla messa a terra della sua flotta di Boeing 737-200 da parte dell'Autorità per l'aviazione civile dello Zimbabwe (CAAZ) per problemi di manutenzione, sia al sequestro di un aereo noleggiato da Zambezi Airlines per un debito non pagato di 460 000 dollari. Le operazioni ripresero alla fine di maggio 2011, a seguito di un accordo tra le due compagnie aeree, ma l'aereo venne restituito al proprietario alla fine di giugno 2011. A metà giugno 2011, i voli per Londra e il Sudafrica vennero temporaneamente sospesi a causa di un debito con i fornitori di carburante. Sia a causa del fermo della flotta 737-200 sia per la carenza di carburante nel paese, i servizi interni furono sospesi e i voli regionali operati su base irregolare. La compagnia aerea iniziò a regolarizzare le operazioni di medio e corto raggio nel luglio 2011, poiché ottenne l'autorizzazione dal CAAZ per operare uno dei suoi tre 737-200. Le operazioni vennero interrotte di nuovo alla fine di luglio 2011, questa volta a causa di uno sciopero dei piloti, che ripresero a metà settembre dopo uno sciopero di 50 giorni. Ancora una volta, i voli internazionali e nazionali vennero temporaneamente cancellati all'inizio di novembre 2011, questa volta a causa di un debito non pagato con i fornitori di carburante. Le rotte d'oltremare ripresero l'11 novembre 2011. Tuttavia, i voli per il Regno Unito e il Sud Africa vennero sospesi nel gennaio 2012 per probabili sequestri di aerei della compagnia aerea per debiti insoluti.

### Rotte
La compagnia opera voli nazionali e internazionali tra Sudafrica, Tanzania e Zimbabwe.

## Flotta

### Storia
Due Viscount 800 furono acquistati da Dan-Air all'inizio degli anni '80, per sostituire i Viscount 700 ereditati da Air Rhodesia che erano prossimi alla fine della loro vita; questi aerei volarono per la compagnia fino al loro ritiro nel 1989.
La flotta iniziale di cinque Boeing 707 provenienti da Lufthansa sostituì il Boeing 720 utilizzato da Air Rhodesia. Questi 707 si unirono alla flotta di Vickers Viscount, rafforzata dall'aggiunta di due Viscount 810 di Dan-Air. La compagnia aerea vide l'incorporazione del Boeing 737-200 nella flotta nel 1985.
Le operazioni a lungo raggio che una volta venivano effettuate con i 707 furono gradualmente spostate sul Boeing 767-200ER appena acquisito; il primo di loro è entrato nella flotta alla fine del 1989. Un British Aerospace BAe 146 proveniente dalla Zimbabwe Air Force venne aggiunto alla flotta negli anni '80. I Fokker 50 noleggiati vennero usati dal 1995 ma si dimostrarono inadatti al caldo e alle alte temperature e furono restituiti al locatore.
Alla fine del 2010 la compagnia aerea annunciò di aver ordinato due Airbus A340-500 per servire le rotte Harare-Pechino e Harare-Londra; l'ordine venne successivamente annullato dopo che la compagnia non era riuscita a raccogliere i soldi.
Alla fine di giugno 2011, Air Zimbabwe fu costretta a restituire il Boeing 737-500 che aveva noleggiato dalla Zambezi Airlines per compensare parzialmente la mancanza di attrezzature in seguito alla messa a terra della sua flotta di Boeing 737-200, poiché non era in grado di permettersi il costi del suo leasing. L'aereo era stato utilizzato principalmente per operare sulla rotta Harare-Johannesburg; la compagnia doveva quindi percorrere la rotta utilizzando uno dei suoi Boeing 767.
Nonostante le versioni riguardo l'acquisizione di nuovi aeromobili siano state ufficialmente rifiutate nel luglio 2011 a causa di una situazione di liquidità precaria, è stato rivelato che la compagnia aerea ha acquistato un Airbus A340-500 e un Airbus A320, entrambi nuovi, nell'agosto 2011. A gennaio 2012, c'erano versioni discrepanti sull'acquisizione di nuovi Airbus, poiché il segretario del Ministero dei Trasporti dello Zimbabwe aveva negato la transazione, ma esistevano documenti per la consegna di un A320 alla compagnia. L'introduzione di un A320 è stata ufficializzata nel maggio 2013, quando ha sostituito i Boeing 767 sulla rotta Harare-Johannesburg.
Nel 2020, a gennaio e ottobre, la compagnia ha ricevuto due Boeing 777-200ER.

### Flotta attuale
A gennaio 2024 la flotta di Air Zimbabwe è così composta:

### Flotta storica
Air Zimbabwe operava in precedenza con i seguenti aeromobili:
- BAe 146-100
- Boeing 707-320B
- Boeing 737-500
- Embraer ERJ 145
- Fokker 50
- Viscount 700
- Viscount 800